# Kalimba de Luna – 16 Happy Songs
Albums de Boney M.
Ten Thousand Lightyears
(1984) Fantastic Boney M.
(1984)
Singles
1. Kalimba de Luna
Sortie : juillet 1984
2. Happy Song
Sortie : novembre 1984

Kalimba de Luna – 16 Happy Songs est une compilation du groupe Boney M., sorti en novembre 1984 sur le label Hansa Records.

## Liste des pistes
| 1. | Happy Song                                      | 6:41 |
| 2. | Going Back West                                 | 3:11 |
| 3. | Barbarella Fortuneteller                        | 2:54 |
| 4. | I Feel Good                                     | 3:04 |
| 5. | Consuela Biaz                                   | 2:48 |
| 6. | Jambo – Hakuna Matata (No Problems)             | 2:49 |
| 7. | Jimmy                                           | 2:56 |
| 8. | The Calendar Song (January, February, March...) | 2:22 |

| 1. | Kalimba de Luna         | 7:18 |
| 2. | Felicidad (Margherita)  | 2:52 |
| 3. | Living Like a Moviestar | 2:56 |
| 4. | Gadda-Da-Vida           | 2:59 |
| 5. | Somewhere in the World  | 3:03 |
| 6. | African Moon            | 3:00 |
| 7. | Children of Paradise    | 2:50 |
| 8. | Boonoonoonoos           | 2:12 |